# Magyarországi tiltakozások 2008-ban
2008 tavaszán folytatódtak a kormányellenes megmozdulások.

## Népszavazás (március 9.)
A Fidesz által kezdeményezett népszavazás (vizitdíj, kórházi napidíj, tandíj) estéjén kb. 1000-1500 fős tüntető tömeg jött össze a Vértanúk terén, Gyurcsány Ferenc távozását és a kormány lemondását követelve. A környező utcákban eddig példátlanul nagy számú rendőri erő sorakozott fel, a Kossuth tér teljes területét pedig kordonnal zárták körül.
A demonstráció békésen ért véget, csak két kisebb incidens történt. Rohamrendőrök és civil ruhás nyomozók megszállták az egyik környékbeli presszót, és mindenkit igazoltattak, valamint pajzsaikkal rövid időre felsorakoztak a Nádor utcába, és felszólították a tömeget a Vértanúk terére való visszatérésre.

## Nemzeti Ünnep (március 15.)

### Események
- Reggel 9 órakor a Kossuth téri zászlófelvonást igyekezett megzavarni egy kb. 2-300 fős tömeg bekiabálásokkal, kürtökkel.
- 10 órakor egy kb. 1000 fős tömeg indult el a Szabadság téri Hazatérés templomától a Vámház térre, ahol kormányellenes gyűlés volt.
- 13 órakor a Március 15. téren tartott fővárosi megemlékezést igyekeztek megzavarni a kormányellenes tüntetők. A rendezvényt biztosító civil biztonsági cég, az Elit Security emberei szinte mindenkit megmotoztak, mielőtt beengedték volna őket az ellentüntetőknek fenntartott szektorba. Átvizsgálták a csomagokat, elvették a zászlókat és az italos palackokat. Ennek ellenére a tüntetőknek sikerült tojással megdobni a kb. 100 méterre álló Demszky Gábort, valamint az őt védő rendőrök felé is dobtak tojást, követ és lóürüléket.
- 14 órától az Erzsébet téren tartott megemlékezést a Jobbik és a Magyar Gárda. Itt is követelték a kormány távozását és valódi rendszerváltást. Rendbontás nem történt.
- Ugyancsak 14 órától tartotta nagygyűlését a MIÉP a Hősök terén, ahol szintén rendszerváltást sürgettek. Rendbontás nem történt.
- 15 órától tartotta megemlékezését a Fidesz, az Erzsébet híd pesti hídfőjénél, ahol a szónokok a népszavazás sikerét méltatták. Rendbontás itt sem volt.
- 17-20 óráig tartotta megemlékezését a MÖM (Magyar Önvédelmi Mozgalom). A rendezvényen többek között felszólalt ifj. Hegedűs Lóránt, Toroczkai László és a végén Budaházy György is. Amikor bejelentette, hogy egy zászlóval megindul a Művészetek Palotája felé, ahol Gyurcsány Ferenc mond ünnepi beszédet, a kb. 1500 fős tömeg követte. A kivezényelt, eddig soha nem látott nagyságú, 3-4000 fősre tehető rendőri erő útjukat állta a József körúton, a Nap utca magasságában. Ekkor ott, és később sok mellékutcában közel 2 órás összetűzésre került sor a rendőrök és a vonulók között. A demonstrálók egy része benzines palackokat, köveket dobált a rendőrök felé, kukákat gyújtott fel, rendőrségi járműveket rongált meg, és az őket fényképező fotósokat bántalmazott. A rendőrök könnygázgránátokat lőttek ki, és kiszorítást valamint elfogást alkalmaztak. Munkájukat helikopter is segítette. A szűk mellékutcákban egyes tüntető csoportoknak sikerült megfutamítaniuk a rohamrendőröket, rendőrségi járműveket, és  egészen a Vámház térig jutottak el. A rend 11 óra körül állt helyre. A rendőrség mobil egységei azonban még néhány órán át cirkáltak a városban és igazoltatták a főleg fiatalokból álló kisebb csoportokat.

### A megmozdulások mérlege
A megmozdulások során 18 könnygázgránátot lőttek ki, 8 civil és 9 rendőr sérült meg könnyebben. A rendőrség felszerelésében 8 millió forintos kár keletkezett. Az egész nap során 24 embert állítottak elő (közülük 9-et az esti zavargások kapcsán), de másnap valamennyit elengedték. 17 ember ellen indult gyorsított eljárás rendzavarás és hivatalos személy elleni erőszak miatt. Budaházy György ellen 3 eljárást is kezdeményeztek (gyülekezési jog megsértése, kártérítés, alkotmányos rend erőszakos megváltoztatásának kísérlete). A Fővárosi Főügyészség állásfoglalása szerint "Budaházy György március 15-i beszéde alapján nem állapítható meg az alkotmányos rend erőszakos megváltoztatásának előkészülete".

## Broadway jegyiroda ügy (március 20.-április 11.)
Tüntetések a Broadway jegyirodánál

## A szeptember 20-i tüntetések
Budapesten demonstrációt szervezett a Magyar Demokratikus Charta, az Országos Cigány Önkormányzat és a Hatvannégy Vármegye Ifjúsági Mozgalom. A nap végén a HVIM tüntetésén résztvevők a Szabadság téren összecsaptak a rendőrökkel: Molotov-koktélt és füstgránátot dobáltak, a rendőrség könnygázt is bevetett.